# Hugo Lederer

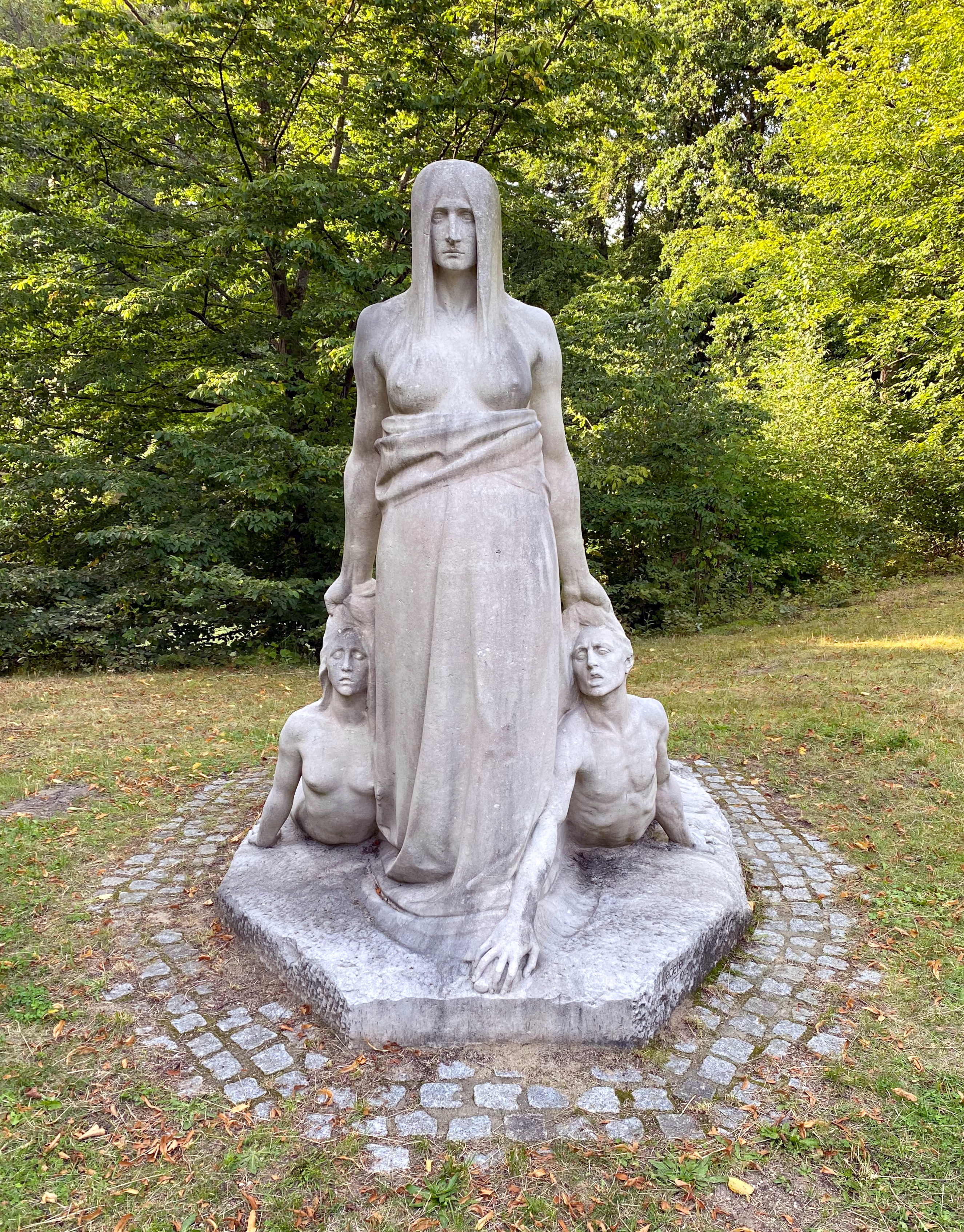
Los – rzeźba Hugo Lederera z 1905, znajdująca się w Hamburgu. Pierwotnie stała na prywatnej posesji. Dom został zniszczony podczas bombardowania w 1943, rzeźba przetrwała. Obecnie stoi na Ohlsdorf - jednym z hamburskich cmentarzy

Hugo Lederer (ur. 16 listopada 1871 w Znojmie; zm. 1 sierpnia 1940 w Berlinie) – niemiecki rzeźbiarz.

## Życiorys
Jego ojciec był malarzem dekoratorem. Hugo Lederer kształcił się w Zawodowej Szkole Ceramicznej w Znojmie (1885-1888), a następnie w Warsztatach Rzemiosła Artystycznego w Erfurcie. Pracował jako pomocnik w pracowniach rzeźbiarzy Johannesa Schillinga (1891, Drezno), Christiana Behrensa (1892, Wrocław) i R. Toberentza (1893, Berlin). W 1895 założył własną pracownię w stolicy Niemiec. Przełomem w karierze było zwycięstwo w konkursie na pomnik Bismarcka w Hamburgu. Wraz z architektem Wilhelmem Kreisem zaprojektował Pomnik Narodowy Bismarcka w Bingen am Rhein. Do jego realizacji nie doszło z powodu wybuchu I wojny światowej. W 1915 r. Lederer został profesorem Universität der Künste w Berlinie. Od 1920 prowadził klasę mistrzowską w tej szkole. Jest autorem wielu pomników (m.in. Fontanna „Szermierz” we Wrocławiu z 1904 r., Fontanna z delfinami w Poznaniu) i nagrobków. w 1923 odznaczony Pour le Mérite za Naukę i Sztukę.